# Master-Theorem
Der Hauptsatz der Laufzeitfunktionen – oder oft auch aus dem Englischen als Master-Theorem entlehnt – ist ein Spezialfall des Akra-Bazzi-Theorems und bietet eine schnelle Lösung für die Frage, in welcher Laufzeitklasse eine gegebene rekursiv definierte Funktion liegt. Mit dem Master-Theorem kann allerdings nicht jede rekursiv definierte Funktion gelöst werden. Lässt sich keiner der drei möglichen Fälle des Master-Theorems auf die Funktion T anwenden, so muss man die Komplexitätsklasse der Funktion anderweitig berechnen.

## Allgemeine Form
Das Master-Theorem bietet unter bestimmten Bedingungen asymptotische Abschätzungen für Lösungen der Rekursionsgleichung
{\displaystyle T(n)=a\cdot T(\textstyle {\frac {n}{b}})+f(n).}
Hierbei steht {\displaystyle T(n)} für die gesuchte Laufzeitfunktion, während {\displaystyle a} und {\displaystyle b} Konstanten sind. Ferner bezeichnet {\displaystyle f(n)} eine von {\displaystyle T(n)} unabhängige und nicht negative Funktion. Damit das Master-Theorem angewendet werden kann, müssen für die beiden Konstanten die Bedingungen {\displaystyle a\geq 1} und {\displaystyle b>1} erfüllt sein.
Interpretation der Rekursion für {\displaystyle T(n)}:
{\displaystyle a}   = Anzahl der Unterprobleme in der Rekursion
{\displaystyle 1/b} = Teil des Originalproblems, welches wiederum durch alle Unterprobleme repräsentiert wird
{\displaystyle f(n)} = Kosten (Aufwand, Nebenkosten), die durch die Division des Problems und die Kombination der Teillösungen entstehen
Das Master-Theorem unterscheidet drei Fälle, wobei sich höchstens ein Fall auf die gegebene Rekursion anwenden lässt. Passt keiner der Fälle, so lässt sich das Master-Theorem nicht anwenden und man muss sich anderer Methoden bedienen.
| Allgemein   |
| ----------- |
| Falls gilt: |

| {\displaystyle f(n)\in \Omega \left(n^{\log _{b}a+\varepsilon }\right)} für ein {\displaystyle \varepsilon >0}        |
| und ebenfalls für ein {\displaystyle c} mit {\displaystyle 0<c<1} und alle hinreichend großen {\displaystyle n} gilt: |
| {\displaystyle af(\textstyle {\frac {n}{b}})\leq cf(n)}                                                               |

| {\displaystyle a=8}, {\displaystyle b=2} |
| {\displaystyle f(n)=1000n^{2}}           |
| {\displaystyle \log _{b}a=\log _{2}8=3}  |

| {\displaystyle a=2}, {\displaystyle b=2} |
| {\displaystyle f(n)=10n}                 |
| {\displaystyle \log _{b}a=\log _{2}2=1}  |

| {\displaystyle a=2}, {\displaystyle b=2} |
| {\displaystyle f(n)=n^{2}}               |
| {\displaystyle \log _{b}a=\log _{2}2=1}  |

| {\displaystyle af(\textstyle {\frac {n}{b}})\leq cf(n)}                                                                              |
| Setze auch hier obige Werte ein: |
| {\displaystyle 2(\textstyle {\frac {n}{2}})^{2}\leq cn^{2}\Leftrightarrow }{\displaystyle \textstyle {\frac {1}{2}}n^{2}\leq cn^{2}} |
| Wähle c = ½: |
| {\displaystyle \forall n\geq 1:\textstyle {\frac {1}{2}}n^{2}\leq \textstyle {\frac {1}{2}}n^{2}} ✔                                  |

( ✔ = Wahre Aussage)

## Verallgemeinerung des zweiten Falls
Nicht alle Rekurrenzgleichungen lassen sich mithilfe einer der drei Fällen des Mastertheorems lösen. So ist zum Beispiel die folgende Rekurrenzgleichung nicht direkt mit dem Mastertheorem lösbar.
{\displaystyle T(n)=8T(\textstyle {\frac {n}{2}})+n^{3}\ln(n)}.
Auf den ersten Blick scheint es, dass der 3. Fall anzuwenden ist:
{\displaystyle a=8,}  {\displaystyle b=2},  {\displaystyle f(n)=n^{3}\ln(n)}
Für den 3. Fall ist zu zeigen: {\displaystyle f(n)\in \Omega \left(n^{\log _{b}a+\varepsilon }\right)}
Definition vom Ω-Kalkül:{\displaystyle f(n)\in \Omega (g(n)):0<\liminf _{n\to \infty }\left|\textstyle {\frac {f(n)}{g(n)}}\right|\leq \infty }
Angewandt auf {\displaystyle n^{3}\ln(n)\in \Omega \left(n^{\log _{2}8+\varepsilon }\right)}:
{\displaystyle \exists \varepsilon >0:0<\liminf _{n\to \infty }\left|{\frac {f(n)}{g(n)}}\right|=\liminf _{n\to \infty }\left|{\frac {n^{3}\ln(n)}{n^{\log _{2}8+\varepsilon }}}\right|=\liminf _{n\to \infty }\left|{\frac {\ln(n)}{n^{\varepsilon }}}\right|=0\Rightarrow } Widerspruch!
Es existiert kein {\displaystyle \varepsilon >0}, so dass der Limes ungleich Null ist. Also ist der 3. Fall nicht auf diese Rekursionsgleichung anwendbar!
Es gilt: {\displaystyle T(n)\in \Theta \left(n^{\log _{b}a}\ln ^{k+1}n\right)}, falls {\displaystyle f(n)\in \Theta \left(n^{\log _{b}a}\ln ^{k}n\right)}
Genau betrachtet stellt diese Formel eine Verallgemeinerung des zweiten Falls dar.
Lösung nach obiger Formel:
{\displaystyle f(n)=n^{3}\ln(n)\in \Theta \left(n^{\log _{b}a}\ln ^{k}n\right)=\Theta \left(n^{\log _{2}8}\ln ^{1}n\right)=\Theta \left(n^{3}\ln(n)\right)} ✔
Da {\displaystyle f(n)} die hinreichende Bedingung erfüllt, gilt nun: {\displaystyle T(n)=\Theta \left(n^{3}\ln ^{2}n\right)}
Siehe zu demselben Beispiel auch die Aufwandsabschätzung im Ο-Kalkül mit Hilfe der Substitutionsmethode.

## Bemerkungen
- Angenommen, es ist folgende Rekurrenz gegeben, bei der {\displaystyle n/b} durch die Floor- oder Ceiling-Funktion angegeben werden:

z. B.:  {\displaystyle T(n)=aT(\lfloor {\tfrac {n}{b}}\rfloor )+f(n)}
In diesem Fall kann man {\displaystyle \lfloor {\tfrac {n}{b}}\rfloor } oder auch {\displaystyle \lceil {\tfrac {n}{b}}\rceil } mit Hilfe der Form {\displaystyle {\tfrac {n}{b}}} abschätzen.
- Ob man nun {\displaystyle T(n)\in \Theta (\ln(n))}  (Logarithmus naturalis) schreibt, oder  {\displaystyle T(n)\in \Theta (\lg(n))} (dekadischer Logarithmus) ist egal, da nach den Logarithmengesetzen gilt:

{\displaystyle \ln(n)=\log _{e}(n)=\textstyle {\frac {\log _{10}(n)}{\log _{10}(e)}}=c\cdot \log _{10}{n}\in \Theta (\log _{10}{n})=\Theta (\lg {n})}

## Allgemeinere Form
In allgemeinerer Form gilt auch:

### Definition
Sei {\displaystyle T:\mathbb {N_{0}} \to \mathbb {N_{0}} } die zu untersuchende Abbildung der Form
{\displaystyle T(n)=\sum _{i=1}^{m}T\left(\alpha _{i}n\right)+f(n)},
wobei {\displaystyle \alpha _{i}\in \mathbb {R} :0<\alpha _{i}<1}, {\displaystyle m\in \mathbb {N} :m\geq 1} und {\displaystyle f(n)\in \Theta (n^{k})} mit {\displaystyle k\in \mathbb {N_{0}} }.
{\displaystyle T} wird hierfür implizit durch {\displaystyle T(x):=T(\lfloor x\rfloor )} oder {\displaystyle T(\lceil x\rceil )} für {\displaystyle x\in \mathbb {R_{0}^{+}} } auf die reellen Zahlen fortgesetzt.
Dann gilt:
{\displaystyle T(n)\in {\begin{cases}\Theta (n^{k})&{\mbox{falls }}\sum _{i=1}^{m}(\alpha _{i}^{k})<1\\\Theta (n^{k}\log n)&{\mbox{falls }}\sum _{i=1}^{m}(\alpha _{i}^{k})=1\\\Theta (n^{c}){\mbox{ mit }}\sum _{i=1}^{m}(\alpha _{i}^{c})=1&{\mbox{falls }}\sum _{i=1}^{m}(\alpha _{i}^{k})>1\end{cases}}}

## Beispiel

### Mergesort
Als Beispiel für die Berechnung der Laufzeit eines rekursiven Algorithmus mit Hilfe des Master-Theorem betrachten wir das rekursive Sortierverfahren Mergesort.
Mergesort besitzt folgende Rekursionsgleichung:
{\displaystyle T(n)=2\cdot T(\textstyle {\frac {n}{2}})+c\cdot n.}
Wähle {\displaystyle a=2},  {\displaystyle b=2} und {\displaystyle f(n)=c\cdot n}.
Es folgt {\displaystyle \log _{b}a=\log _{2}2=1}
Nach dem Master-Theorem folgt, dass Mergesort folgende Laufzeit besitzt:
{\displaystyle T(n)\in \Theta (n\cdot \log(n))}